# عضل نيجيري
عضل نيجيري (الاسم العلمي: Gerbillus nigeriae) (بالإنجليزية: Nigerian Gerbil)‏ هو نوع من الحيوانات يتبع جنس العضل من الفصيلة الفأرية.